# Noegus fuscomanus
Noegus fuscomanus är en spindelart som först beskrevs av Władysław Taczanowski 1878.  Noegus fuscomanus ingår i släktet Noegus och familjen hoppspindlar. Inga underarter finns listade i Catalogue of Life.